# Troglohyphantes sordellii
Troglohyphantes sordellii är en spindelart som först beskrevs av Pietro Pavesi 1875.  Troglohyphantes sordellii ingår i släktet Troglohyphantes och familjen täckvävarspindlar.
Artens utbredningsområde är Italien. Inga underarter finns listade i Catalogue of Life.